# تاتو ملك اللومبارد
تاتو (بالإيطالية: Tato)‏ (توفي 510) هو ملك لومباردي من أوائل القرن السادس الميلادي. نجل كلافو ويعود نسبه للسلالة الليثينغية.
وفقًا لبروكوبيوس كان اللومبارديون أتباعًا لشعب الهيرولي في ذاك الوقت ودفعوا لهم الجزية. في 508 حارب تاتو الملك رودولف ملك الهيرولي وانتصر حيث قتل الأخير. كانت تلك ضربة مدمرة للهيرولي وزادت من قوة اللومبارديين. يروي بولس الشماس قصة مثيرة للاهتمام حيث يذكر أن سبب الحرب كان أن ابنة تاتو رومترادا كانت قد قتلت شقيق رودولف.
اغتيل تاتو على يد اين أخيه واكو (في 510).

## وصلات خارجية
- تاريخ اللومبارد بالإنجليزية

| سبقه كلافو | ملك اللومبارد – 510 | تبعه واكو |